# Ataque em Abqaiq-Khurais de 2019
O ataque em Abqaiq-Khurais de 2019 foi um ataque de drones que atingiu as fábricas de petróleo da Saudi Aramco de Abqaiq (Biqayq em árabe) e Khurais no leste da Arábia Saudita em 14 de setembro de 2019. O ataque causou grandes incêndios nas fábricas, que foram apagados após várias horas, de acordo com o Ministério do Interior da Arábia Saudita. O movimento Houthis no Iêmen assumiu a responsabilidade pelo ataque, vinculando o ataque aos eventos que envolveram a intervenção da Arábia Saudita na Guerra Civil Iemenita. No entanto, as alegações de autoridades dos Estados Unidos de que os ataques foram originados no Irã, apesar da negação do país, também vincularam o evento a atual crise do Golfo Pérsico.
O ataque causou grandes incêndios nas fábricas que, de acordo com o Ministério do Interior da Arábia Saudita, foram reativadas várias horas depois. Entretanto, ambas as instalações foram fechadas até que os reparos fossem concluídos, reduzindo a produção de petróleo da Arábia Saudita em mais da metade — representando cerca de 5% da produção global de petróleo — e causando alguma desestabilização dos mercados financeiros globais. O ministério da energia da Arábia Saudita declarou que as instalações devem estar operando em plena capacidade até o final de setembro e aproveitarão suas reservas de petróleo para manter as exportações nesse período de tempo.

## Contexto
A Saudi Aramco é uma empresa petrolífera nacional de propriedade do governo da Arábia Saudita; é o segundo maior produtor de petróleo do mundo, atrás da empresa russa Rosneft. A Aramco opera várias instalações de perfuração, transporte e produção de petróleo na Arábia Saudita. As reservas comprovadas de petróleo na Arábia Saudita são as segundas maiores do mundo, ficando atrás apenas da Venezuela, sendo que a Arábia Saudita é o maior exportador de petróleo do mundo.
A instalação de Abqaiq é considerada pela Aramco como "a maior planta de estabilização de petróleo bruto do mundo", convertendo o petróleo bruto pela remoção de impurezas de enxofre em petróleo bruto doce, antes de ser transportado para outras refinarias de petróleo, processando mais de 7 milhões de barris de petróleo por dia ou cerca de 7% da produção diária global de petróleo. Bob McNally, ex-membro do Conselho Econômico Nacional e do Conselho de Segurança Nacional dos Estados Unidos, havia declarado anteriormente a Reuters que "um ataque bem-sucedido às instalações de Abqaiq seria semelhante a um ataque cardíaco maciço no mercado de petróleo e na economia global". A instalação de Abqaiq havia sido palco de um atentado suicida fracassado anteriormente pela Al-Qaeda, em 2006. O campo de petróleo de Khurais produz cerca de 1,5 milhão de barris de petróleo por dia, e estima-se que mantenha até 20 bilhões de barris de petróleo.

## Ataque
Por volta das 4h00 (1h00 TMG), a Saudi Aramco informou que estava lidando com incêndios nas instalações de Abqaiq e Khurais na Arábia Saudita. Acreditava-se que o ataque foi realizado por vários drones, pois as metralhadoras podiam ser ouvidas nas gravações do azan muçulmano (gravações para oração) perto das instalações, quando os guardas de lá dispararam para tentar derrubar os drones. Os incêndios foram contidos poucas horas depois, sem mortes relatadas, embora não esteja claro se alguém foi ferido no ataque.
O Ministério do Interior da Arábia Saudita divulgou um relatório logo após o incidente, afirmando que os incêndios foram "resultado de [...] drones". Acreditava-se que vários veículos aéreos não tripulados (UAVs ou drones) estavam envolvidos, e que podia-se ouvir tiros de metralhadora nas gravações de vigilância das instalações, enquanto os guardas das instalações tentavam derrubar os drones.
A análise das imagens de satélite da instalação de Abqaiq antes e depois dos ataques parece mostrar dezessete ataques diretos do evento; catorze que atingiram e perfuraram tanques de armazenamento e três que desativaram os trens de processamento de petróleo. Também foram observados dois ataques adicionais no terreno da instalação, mas que não danificaram o equipamento.

## Perpetradores
O ministério da Arábia Saudita não identificou a fonte do ataque, mas iniciou uma investigação.

### Reivindicação Houthi
O Houthis emitiu um comunicado horas após o ataque, assumindo a responsabilidade pelo envio de dez drones para desativar as instalações de produção de petróleo e prometendo ampliar o alcance dos alvos na Arábia Saudita, em retaliação pela intervenção militar liderada pela Arábia Saudita, apoiada pelo Ocidente, no Iêmen, onde aproximadamente 14 milhões de pessoas enfrentam fome, crise essa que é considerada a pior crise humanitária da história. Milhares de civis iemenitas foram mortos durante o conflito, principalmente pelos ataques aéreos da intervenção liderada pela Arábia Saudita no Iêmen. Essa intervenção militar está tentando derrubar o Houthis, após a derrubada do governo liderado pelo presidente Abd Rabbuh Mansur Al-Hadi, enquanto o Houthis busca o reconhecimento internacional de seu governo.
Nas semanas anteriores, houve ataques semelhantes de drones à infraestrutura de petróleo da Arábia Saudita, mas não tiveram danos ou impactos significativos. O Houthis afirma que esses ataques têm o direito de retaliar ataques aéreos e outros ataques no Iêmen da intervenção militar saudita. Em sua declaração sobre o ataque à produção de petróleo, os representantes do Houthis declararam que "esses ataques são nosso direito, e prometemos ao regime saudita que a próxima operação será mais ampla e mais dolorosa se o bloqueio e a agressão continuarem." Ele acrescentou que os ataques ocorreram após "cuidadosa operação de inteligência, monitoramento prévio e cooperação de pessoas honradas e livres dentro do reino". O Houthis alertou para mais ataques à infraestrutura de petróleo da Arábia Saudita em 16 de setembro e alertaram os estrangeiros para deixarem as usinas sauditas. O Houthis também exibiu alguns de seus UAVs de longo alcance para a mídia em julho de 2019.

### Acusação de autoria do Irã
Uma autoridade sênior dos Estados Unidos disse que o ataque envolveu uma dúzia de mísseis de cruzeiro e mais de 20 drones. Os Estados Unidos estão trabalhando com a Arábia Saudita para ajudar a investigar o ataque e garantir que as instalações e o suprimento de energia sejam seguros e estáveis; o secretário de Estado dos Estados Unidos, Mike Pompeo, afirmou que o Irã estava por trás dos ataques. O Irã negou as acusações dizendo que eram "cegas, incompreensíveis e sem sentido", alertando os Estados Unidos de que o país está "pronto para uma guerra". No entanto, até a presente data, os Estados Unidos não forneceram nenhuma evidência para apoiar sua alegação de que o Irã conduziu o ataque.
Um porta-voz da invasão militar liderada pela Arábia Saudita, o coronel Turki al-Malki da Força Aérea da Arábia Saudita, emitiu um comunicado em 16 de setembro afirmando que os drones parecem ter sido baseados em armas iranianas e que provavelmente não foram lançados do Iêmen, contra as reivindicações do Houthis. No entanto, al-Malki disse que a invasão militar ainda está tentando determinar o ponto de origem dos drones.

### Alegações de autoria de milícias iraquianas
De acordo com uma reportagem exclusiva do Middle East Eye, um oficial de inteligência iraquiano anônimo disse ao jornal que os ataques foram realizados pelas forças de mobilização popular iraquiana em retaliação aos ataques de drones israelenses financiados pela Arábia Saudita às forças iraquianas em agosto. Um correspondente da CBS relatou que os danos nas instalações de Abqaiq foram nas partes oeste e norte, o que teria sido difícil para o Houthis conseguir atingir as instalações com drones, já que o grupo se localiza na região sul. A BBC informou que imagens de satélite mostraram danos no lado oeste de Abqaiq.
Um ataque do noroeste poderia ter sido lançado a partir do sul do Iraque ou da própria Arábia Saudita. Um ataque do oeste só poderia ter sido lançado de dentro da Arábia Saudita. Mas um ataque do oeste ou noroeste descarta completamente o Irã. Um vídeo no YouTube, feito por um pescador do Kuwait, mostrou o som e a trilha de um grande objeto em alta velocidade na direção da Arábia Saudita. O pescador achou que o som e a trilha eram de um míssil de cruzeiro. Algumas fontes de inteligência dos Estados Unidos também disseram que foi um ataque das milícias pró-iranianas no Iraque e que o ataque envolveu mísseis de cruzeiro.
O gabinete do Primeiro Ministro do Iraque negou que seu território fosse usado para realizar os ataques da Saudi Aramco e prometeu agir "decisivamente" contra aqueles que usam o território iraquiano para atacar outros países. Os Estados Unidos também declararam que o território iraquiano não foi utilizado.

## Consequência

### Impactos no mercado
Autoridades da Arábia Saudita declararam oficialmente que os ataques forçaram o fechamento das instalações, reduzindo a produção de petróleo do país de 9,8 para cerca de 4,1 milhões de barris de petróleo por dia, perdendo 5,7 milhões de barris de petróleo por dia ou cerca de 5% da produção global diária. Espera-se que as usinas retornem à sua capacidade nominal até 16 de setembro de 2019, passando a usarem óleo de reserva para compensar a deficiência. No entanto, outras autoridades do governo saudita estimaram que o tempo para restaurar a produção total seria de "semanas, não dias".
Em 15 de setembro, o mercado de ações saudita caiu 2,3% nas negociações de domingo. Com a abertura dos mercados globais em 16 de setembro, os preços futuros do petróleo Brent subiram quase 20%, o maior aumento no preço da commodity desde a invasão do Kuwait em 1990. Outros mercados também viram impactos de preocupações sobre o suprimento de petróleo, incluindo gasolina e óleo para aquecimento dos Estados Unidos, e o mercado de ouro. O presidente dos Estados Unidos, Donald Trump, autorizou o lançamento da Reserva Estratégica de Petróleo dos Estados Unidos para ajudar a estabilizar os preços da energia do país. Trump afirmou ainda que os Estados Unidos não são mais dependentes do petróleo do Oriente Médio, embora tenham petroleiros na região para ajudar seus aliados.
Na segunda-feira, 16 de setembro, os preços do petróleo dispararam após o início do comércio mundial. Os contratos futuros do petróleo Brent, referência internacional, subiram 19,5%, para US$ 71,95 por barril na abertura. Esta foi considerada a maior distribuição dos preços do petróleo na história desde a guerra do Golfo de 1991.
Na terça-feira, 17 de setembro, autoridades da Arábia Saudita do ministério da energia declararam que os reparos nas instalações de Abqaiq serão muito mais rápidos do que o inicialmente previsto, e que a produção total poderá ser restaurada em duas a três semanas até o final de setembro. Além disso, o país não planejou reduzir as atuais exportações de petróleo e usará o armazenamento de reserva para manter os níveis atuais. Esses anúncios foram vistos para ajudar a acalmar os mercados, já que os preços do mercado de petróleo e outros indicadores financeiros caíram durante as negociações em 17 de setembro em relação ao pico do dia anterior, ainda permanecendo em níveis elevados, que devem impactar os preços em todo o mundo.
A Saudi Armaco, atualmente pertencente ao governo saudita, estava nos estágios iniciais do planejamento de sua oferta pública inicial (IPO) de cerca de 5% da propriedade da empresa, que possui uma  avaliação estimada em US$ 1,5 a 2 trilhões da empresa nos próximos poucos anos. Esse IPO deveria ter começado em 2018, mas havia preocupações com suas finanças e estrutura corporativa. Analistas do setor acreditam que os ataques de setembro de 2019 atrasarão ainda mais esse IPO até que novas preocupações relacionadas à segurança contra ataques terroristas e a capacidade de restaurar a produção após um incidente desse tipo sejam comprovadas, bem como o impacto no preço do petróleo. Mais tarde, a Saudi Armaco afirmou que a recuperação do ataque não será tão rápida quanto o esperado inicialmente, colocando ainda mais o IPO em risco de mais atrasos.

### Impactos na política
Os ataques suscitaram preocupação com a estabilidade política no Oriente Médio, juntamente com a posição dos Estados Unidos de que os ataques podem ter se originado no Irã. O presidente dos Estados Unidos, Donald Trump, declarou no Twitter que as forças armadas do país estão "preparadas e carregadas", mas está esperando ouvir dos sauditas quem que eles acreditam ter causado este ataque, "e em que termos prosseguiríamos". Trump disse mais tarde que não prometeu proteger os sauditas, mas terá que se sentar com eles e "resolver alguma coisa".
O secretário-geral da OTAN, Jens Stoltenberg, "condenou veementemente" os ataques e acusou o Irã de "apoiar diferentes grupos terroristas e de ser responsável por desestabilizar toda a região".
O Ministério do Exterior da Rússia declarou que é inaceitável discutir uma possível retaliação e acrescentou que é "contraproducente usar o que aconteceu para aumentar as tensões em torno do Irã pelos ataques de acordo com a conhecida política dos Estados Unidos". O presidente russo Vladimir Putin ofereceu vender à Arábia Saudita o avançado sistema de defesa antimísseis S-400. O porta-voz de Putin, Dmitry Peskov, quando perguntado sobre as acusações estadunidenses de que o Irã estava por trás dos ataques com drones, respondeu: "Temos uma atitude negativa em relação ao aumento das tensões na região e pedimos a todos os países da região e fora dela que evitem medidas ou conclusões precipitadas, o que pode aprofundar a desestabilização".
O ministro do Exterior da China, Hua Chunying, disse que, embora não haja uma "investigação conclusiva", é irresponsável culpar alguém pelo ataque, e concluiu pedindo "às partes relevantes que evitem tomar ações que provoquem uma escalada nas tensões regionais".
O presidente iraniano, Hassan Rohani, disse que "o povo iemenita está exercendo seu legítimo direito de defesa [...] os ataques foram uma resposta recíproca à agressão contra o Iêmen por anos".
O presidente turco, Recep Tayyip Erdoğan, disse: "Temos que olhar como começou o conflito no Iêmen. Este país foi completamente destruído - quem causou essa destruição?".

### Problemas de segurança relacionados
Em 15 de setembro de 2019, o gabinete do Kuwait disse que estava vigiando um drone que estava passando sobre seu território e relatou à Arábia Saudita, e a outros países, após os ataques. O país também aumentou e aprimorou sua segurança como resultado do ataque.